# 3091 ван ден Хойвел
3091 ван ден Хойвел (3091 van den Heuvel) — астероїд головного поясу, відкритий 24 вересня 1960 року.
Тіссеранів параметр щодо Юпітера — 3,539.